# Liceo statale Gian Domenico Cassini
Il liceo statale Gian Domenico Cassini è uno dei due licei presenti nella città di Sanremo. Il motto della scuola è una frase di Cicerone, tratta dal Cato maior De senectute, e recita: Serit (scil. agricola) arbores, quae alteri saeclo prosint ["l'agricoltore pianta alberi che giovino (affinché possano giovare) alle generazioni future"].
Il liceo è tra le scuole superiori italiane di fondazione più antica: rientra, infatti, nel novero dei “Regi Licei” istituiti dall'allora governo sabaudo attraverso i decreti legge Casati del 1859. Fu fondato nel 1860.

## Sede
La scuola è articolata su due sedi entrambe ubicate nel territorio del comune di Sanremo: la sede centrale, in corso Cavallotti 53, e la succursale Villa Magnolie situata in via delle Magnolie 28, di cui il liceo può usufruire dal settembre 2009. Si tratta di un'antica dimora di borghesi e dell'ultimo Sultano dell'Impero ottomano, ora sede delle classi del classico e alcune del linguistico.

## Storia

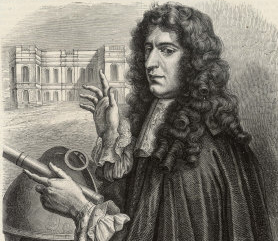
Gian Domenico Cassini, il matematico, astronomo, ingegnere, medico e biologo al quale è dedicata la scuola.

Il liceo fu fondato nella città di Nizza nel 1860 e venne dedicato a Gian Domenico Cassini (1625-1712), celebre astronomo alla corte francese di re Luigi XIV, nativo di Perinaldo. In preparazione della prevista cessione della città di Nizza alla Francia, il liceo lo stesso anno venne trasferito a Sanremo.
Fin dai primi tempi, all'interno del Liceo, venne realizzato un “Gabinetto di fisica”, costituito da strumenti fisici costosi, pregiati e avanzati per l'epoca, che rispecchiavano le ambizioni della classe intellettuale sanremese del periodo. Si tratta complessivamente di una collezione di circa 300 strumenti, risalenti al XIX secolo, prevalentemente di fabbricazione francese e soprattutto della ditta "Fratelli Loiseau" di Parigi. Anche Alfred Nobel, durante il suo soggiorno a Sanremo, utilizzò questa strumentazione per i suoi esperimenti.
Nel 1966 la sede dell'Istituto, che occupava l'antico palazzo di piazza Cassini, si è trasferita nella ex casa di cura dell'Hotel Excelsior-Bellevue in corso Cavallotti. Nel 1973 si è istituito un Liceo Scientifico Statale autonomo, intitolato al matematico gesuita Gerolamo Saccheri.
Nel 1990 presso il Liceo Classico "G.D. Cassini" si è aperto un corso sperimentale ad indirizzo linguistico. In seguito al Piano di dimensionamento delle istituzioni scolastiche della Regione Liguria, nel dicembre 1999, i due licei, Classico e Scientifico sono stati riuniti nell'attuale Liceo "G. D. Cassini", che ha tre indirizzi: classico, linguistico e scientifico. Dal 2009 il liceo può usufruire anche della storica Villa Magnolie.

## Museo di fisica
Nel 1995 la ricca collezione degli strumenti del Liceo venne valorizzata grazie al progetto di intervento sul patrimonio storico-scientifico avviato dal dipartimento di fisica dell'Università di Genova. Nei sotterranei della scuola furono rinvenuti 336 apparati scientifici per i quali fu avviato un progetto di salvaguardia. La collezione, catalogata e restaurata, è attualmente composta da 280 strumenti esposti nei locali della scuola.